# St Mawes Castle
St Mawes Castle (kornisk: Kastel Lannvowsedh) er en fæstning, der blev opført af Henrik 8. af England ved Falmouth i  Cornwall mellem 1540 og 1542. Den var en del af kongens Device forter, der skulle beskytte mod en invasion fra Frankrig og Det tysk-romerske Rige, og forsvarede Carrick Roads-vandvejen ved mundingen af floden Fal. Borgen blev bygget efter anvisninger af Thomas Treffry i kløverbladsform med et centralt tårn i fire etager og tre bastioner der former platforme til kanoner. Det blev  udstyret med 19 kanoner mod fjendtlige skibe sammen med søsterfæstningen Pendennis Castles på den anden side af flodmundingen. Under den engelske borgerkrig blev St Mawes brugt af kavalererne, der støttede Charles 1., men de måtte overgive borgen til rundhovederne i 1646 i den sidste fase af konflikten.
Fæstningen var i brug i 1700- og 1800-tallet. I begyndelsen af 1850'erne gjorde frygten for en ny konflikt med Frankrig og ny militærteknologi, at man videreudviklede fæstningen. Den blev omdannet til kaserne og der kom store kanonbatterier under den med det seneste inden for søartilleri. I 1880'erne og 1890'erne blev elektroniske søminer lagt ud mellem St Mawes og Pendennis, og en ny hurtigskydende kanon blev installeret på St Mawes for at støtte forsvaret. Efter 1905 blev kanonerne fjernet, og mellem 1920 og 1939 blev den drevet som turistattraktion.
Under anden verdenskrig kom fæstningen atter i brug, og der blev installeret søartilleri og antiluftskyts på borgen for at beskytte mod angreb fra Nazityskland. Med afslutningen af krigen blev St Mawes endnu engang turistattraktion. I 1900-tallet blev den drevet af English Heritage. Borgen har omfattende udskårne dekorationer fra 1500-tallet i form af søuhyrer og gargoiler. Historikeren Paul Pattison har beskrevet St Mawes Castle som "velsagtens den mest perfekte overlevende af alle Henriks forter".